# Automolis quadrisignatula
Automolis quadrisignatula là một loài bướm đêm thuộc phân họ Arctiinae, họ Erebidae.